# Kluczkówko
Kluczkówko (dawniej: niem. Klützkower Mühle) – osada w Polsce położona w województwie zachodniopomorskim, w powiecie świdwińskim, w gminie Świdwin. Miejscowość wchodzi w skład sołectwa Cieszeniewo.
W latach 1975–1998 miejscowość administracyjnie należała do województwa koszalińskiego.